# Copenhagen Infrastructure Partners
Copenhagen Infrastructure Partners (CIP) er en dansk kapitalforvalter, der især finansierer projekter indenfor den grønne omstilling. Virksomheden er en hybrid mellem et energiselskab og en investeringsfond, der både organiserer og varetager finansiel kapital fra en række institutionelle investorer til energirelaterede projekter og selv står for tilrettelæggelsen og gennemførelsen af de grønne infrastrukturprojekter som eksempelvis havvindmølleparker og power-to-X (grøn brint). Selskabet er en af de største aktører på verdensmarkedet for grøn infrastruktur.
Virksomheden blev stiftet i 2012 af en række tidligere ledende medarbejdere fra det daværende DONG Energy (i dag Ørsted) - de såkaldte "guldfugle", hvis lukrative aflønning i DONG Energy førte til en opsigtsvækkende erhvervssag, hvor den daværende direktør i DONG Energy Anders Eldrup blev fyret. Sagen førte til de pågældende medarbejderes afgang fra DONG Energy og stiftelsen af CIP.

## Forretningsmodel
Selskabets forretningsmodel er utraditionel, idet det opfatter sig som en hybrid mellem traditionelle energiselskaber som Ørsted og traditionelle kapitalfonde. Det rejser finansiel kapital fra institutionelle investorer, der skyder penge i fonde, som finansierer bestemte infrastrukturprojekter. Samtidig står CIP ikke kun for at organisere finansieringen, men står også for at tilrettelægge og gennemføre de forskellige projekter fra den første ansøgning hos myndighederne til den endelige drift og et eventuelt frasalg.
Investeringerne i CIP er samlet i fem såkaldte flagskibsfonde, som alle er involveret i projekter, der omfatter et bredt udsnit af grønne teknologier. Det drejer sig eksempelvis om havvindmølleparker, solceller, energilagring, biomasseanlæg og grønne brintfabrikker over hele verden.

## Historie

### Baggrund
CIP blev grundlagt i 2012 af en række erhvervsfolk, der tidligere havde arbejdet tæt sammen i DONG Energy. Økonomerne Jakob Baruël Poulsen og Rune Bro Róin, juristerne Torsten Lodberg Smed og Christian Skakkebæk og ingeniøren Christina Grumstrup Sørensen havde spillet en vigtig rolle i opbygningen af energiselskabet DONG Energy i 00'erne, men aftaler med DONG Energys direktør, den tidligere departementschef i Finansministeriet Anders Eldrup, om meget lukrative lønninger, som bestyrelsen ikke kendte til, førte i 2012 til, at Eldrup pludselig blev fyret af DONG Energys bestyrelse. Samtidig fik de fem personer tilnavnet "guldfuglene", som blev flittigt anvendt af pressen efterfølgende i den celebre sag, der blev en af Danmarks mest omtalte erhvervsskandaler. Få dage efter blev Jakob Baruël Poulsen bortvist fra DONG, og han stiftede derpå samme år Copenhagen Infrastructure Partners sammen med Róin, der havde forladt DONG i 2011, og Skakkebæk og Smed, der opsagde deres job i DONG Energy i forbindelse med stiftelsen. Året efter tilsluttede også Sørensen sig CIP.

### Udvikling
Pensionskassen PensionDanmark, hvis direktør Torben Möger Pedersen kendte flere af stifterne fra deres tid i DONG Energy, skød i efteråret 2012 en milliard euro (7½ mia. kr.) i CIP's første investeringsfond og lod stifterne flytte ind på pensionskassens adresse på Langelinie i København. PensionDanmark var dermed i begyndelsen den eneste investor i CIP, men virksomheden oplevede pæn succes og voksede i den følgende halve snes år til at blive en af de største aktører på det globale marked for grøn infrastruktur. Fra 2012 til 2024 tiltrak selskabet 160 investorer, der tilsammen investerede over 200 milliarder kroner i CIP's forskellige grønne projekter.
I 2020 købte Vestas en fjerdedel af aktierne i CIP for 3,7 mia. kr., hvilket svarede til en værdisætning af hele selskabet på knap 15 mia. kr.

## Organisering og status i 2024
I 2024 havde CIP 437 ansatte fordelt på 12 kontorer over hele verden, idet størsteparten dog arbejder på hovedsædet i Danmark. Samme år havde CIP 31 projekter i drift eller under opbygning verden over med en samlet kapacitet på 8,5 gigawatt grøn strøm. Derudover var nye projekter under udarbejdelse, der havde en samlet kapacitet på 120 gigawatt.
Avisen Berlingske bragte i 2022 en lang artikelserie med syv artikler om CIP's fortid, nutid og fremtid.